# Dwarsligger (spoor)

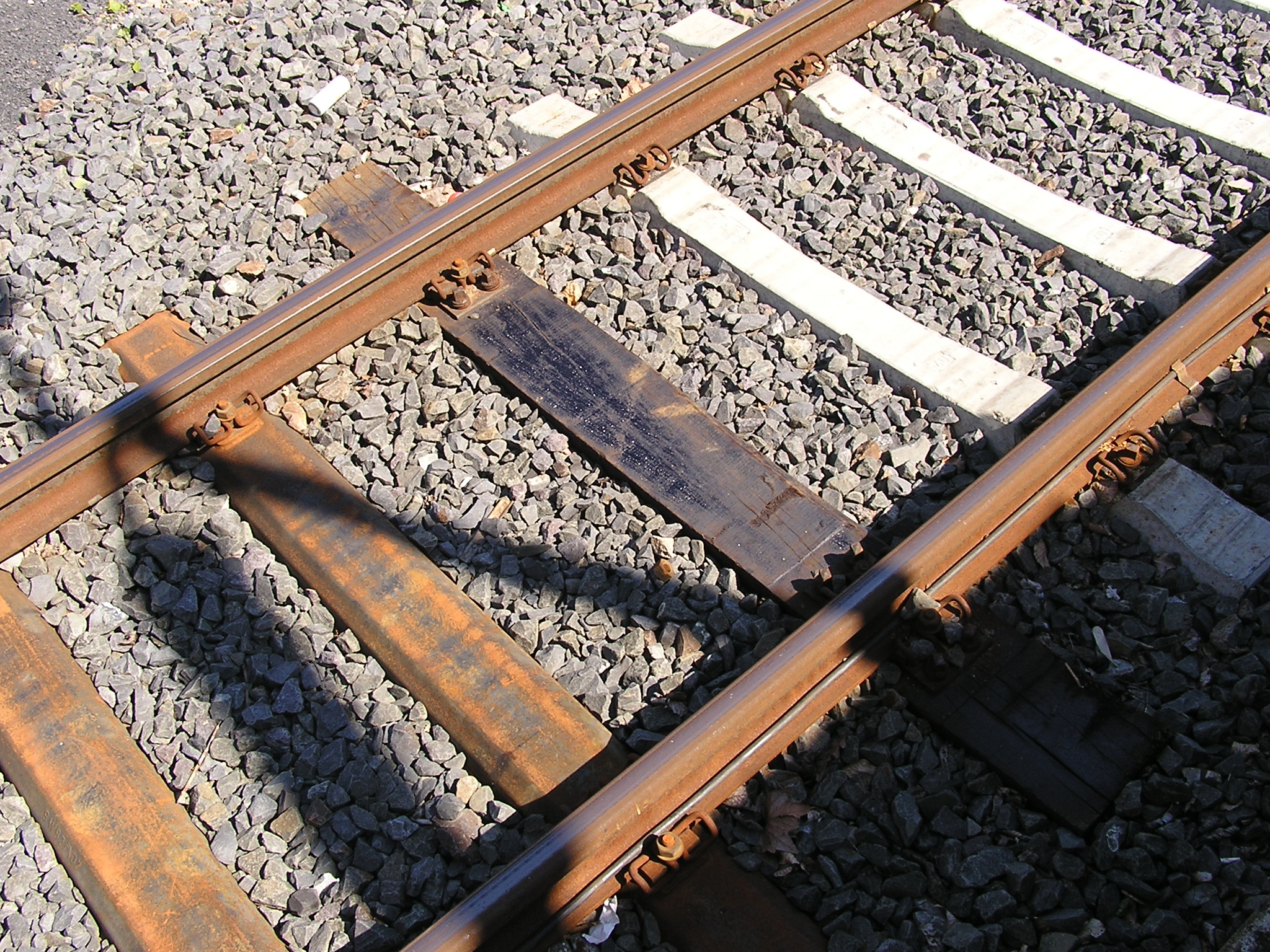
Stalen, houten en betonnen dwarsliggers

Een dwarsligger is een onderdeel van de bovenbouw van een spoorweg. De dwarsliggers dragen de spoorstaven en de treinen die daar overheen rijden en houden de beide spoorstaven in de gewenste spoorwijdte uit elkaar. De dwarsliggers worden weer gedragen door het ballastbed. Dwarsliggers worden ook (spoor)biels, bielzen of spoorbalken genoemd.
Bij ballastloos spoor zijn dwarsliggers en ballast overbodig geworden.

## Materiaal
Dwarsliggers worden gemaakt van hout, beton, staal of sinds eind 20e eeuw ook wel van gerecycled kunststof.
Oorspronkelijk waren dwarsliggers vrijwel altijd van hout. Deze zogenoemde bielzen werden onder meer gemaakt uit gecreosoteerd beukenhout. Houten dwarsliggers laten veel meer vrijheid toe in het plaatsen van boorgaten en keuze van lengte van dwarsliggers. Ze worden dan ook veelgebruikt bij wissels, vormingscentra … waar niet-standaard dwarsliggers nodig zijn. Verder liggen de houten exemplaren ook nog vaak op plaatsen waar de kwaliteit van het spoor van minder belang is. Probleem met dit materiaal is dat aanleg en onderhoud arbeidsintensief zijn en dat na verloop van tijd de gaten niet meer bruikbaar zijn. Verder zijn de houten dwarsliggers duurder in aankoop en verwerking (duurdere levenscyclus): het bewerkte hout kan nergens meer gebruikt worden terwijl betonnen dwarsliggers gerecycleerd kunnen worden. Houten dwarsliggers waren geïmpregneerd met diverse chemicaliën om verrotting tegen te gaan. Door de hogere concentratie van deze chemicaliën worden deze dwarsliggers beschouwd als chemisch afval. Bij nieuwe toepassing van houten dwarsliggers (bij bijvoorbeeld levensduurverlenging) worden onbehandelde houten dwarsliggers gebruikt. Als er sprake is van beperkte constructiehoogte (bijvoorbeeld door een kunstwerk of leidingen onder het spoor) kunnen er ook dwarsliggers van kunststof toegepast worden.
Houten dwarsliggers, die door de spoorwegmaatschappij werden vervangen, kregen een nieuwe bestemming toen ze werden aangewend als decoratie-element bij de aanleg van tuinen of als afrastering bij boerenbedrijven. Tegenwoordig worden dergelijke accessoires ook speciaal geproduceerd als tuindecoratie, niet alleen van hout maar ook van andere materialen als beton. Een houten dwarsligger weegt ongeveer 80 kilogram, een betonnen dwarsligger, zoals ProRail momenteel gebruikt, type "NS90", circa 285 kilogram. De hart-hartafstand tussen de dwarsliggers is afhankelijk van de belasting en intensiteit van het spoor, maar bedraagt in Nederland gemiddeld 62 cm. Bij alle vernieuwingen is de hart-op-hart-afstand 0,60 m (Groot Aantal (GA), op sommige locaties is deze afstand nog 0,75 m (Normaal Aantal (NA).
Tegenwoordig worden standaard betonnen dwarsliggers toegepast. In onder meer Duitsland werden vroeger zelfs stalen dwarsliggers gebruikt.

## Nederland
In Nederland liggen twee typen betonnen dwarsligger. Beide dwarsliggers zijn geheel vervaardigd uit beton. Het type NS90 wordt in de meeste situaties toegepast, bij dit type gaat de bout die de spoorstaaf klemt direct het beton in. Bij zware belastingen, zoals krappe bogen of in aansluiting op wissels, overwegen en kunstwerken, wordt type 14-002/14-080 toegepast. Deze dwarsliggers zijn zwaarder en maken gebruik van rughellingplaten tussen de spoorstaaf en dwarsligger, waarbij de bout op de spoorstaaf alleen in de rughellingplaat zit. Voor wissels zijn aparte liggers in de 14-XXX-serie beschikbaar. Vroeger werden ook dwarsliggers bestaande uit betonblokken verbonden met buizen, zogenoemde duoblockdwarsliggers, toegepast. De verbindingsbuis lijkt van staal, maar is in feite een kunststof buis, waar de wapening door heen loopt, en gevuld met beton. Door alleen een betonblok (en dus ondersteuning) onder het belaste deel te hebben, werd gedacht een betere ligging te krijgen, in de praktijk bleek de NS90 beter te werken hiervoor en bovendien goedkoper. Bij zigzag-spoor werd een betonblok met twee stalen buizen aan twee betonblokken verbonden. Hierdoor waren de betonblokken ten opzichte van elkaar verschoven. Door dat de verbindingsbuizen het spoor onvoldoende stijfheid gaven werd het spoor verre van gelijkmatig belast. De treinen neigden tot een waggelgang op dit type spoor. Hierdoor ontstonden harde plekken onder de betonblokken in het ballast, zogenaamde klappers. Bij deze constructie was het schiften met grote machines niet mogelijk. In het begin van de jaren negentienzeventig kregen de Nederlandse Spoorwegen daarom de beschikking over een speciaal voor het zigzagspoor aangepaste schiftmachine.
Het aantal dwarsliggers in het Nederlandse spoorwegnet is ongeveer 12 miljoen.

## België
In België worden meerdere betonnen dwarsliggers gebruikt. Veelgebruikt zijn de dwarsliggers van Dow Dupuis. Deze worden geproduceerd in de fabrieken van DOW-Dupuis in Woelingen.
Ook de firma De Bonte produceert sinds 1993 op industriële schaal dwarsliggers. Sinds 2019 produceren zij deze ook uit recycleerbaar zwavelbeton.

## Tweede Wereldoorlog
Om het gebruik van een spoorlijn door de tegenstanders onklaar te maken, werd door het Duitse leger een haakploeg (in Duits: Schienenwolf) ontwikkeld. Deze werd tijdens de Tweede Wereldoorlog in de Sovjet-Unie en in Italië gebruikt. Met deze ploeg werden de dwarsliggers vernield. Hierdoor werd het treinverkeer op dit traject geblokkeerd.

## Foto's

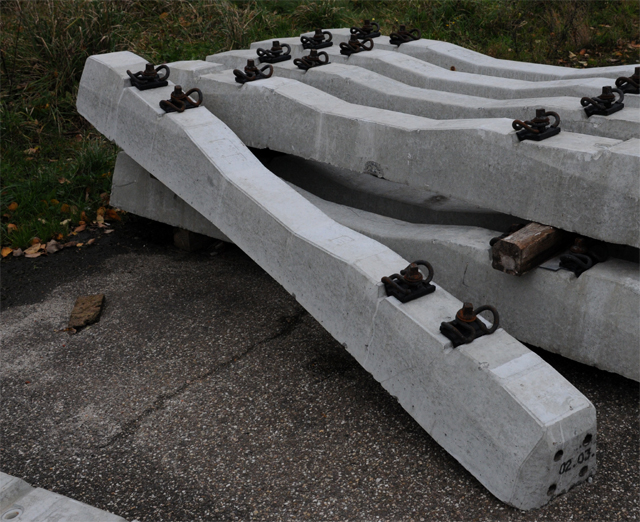
In Nederland gebruikte dwarsliggers van het type NS90
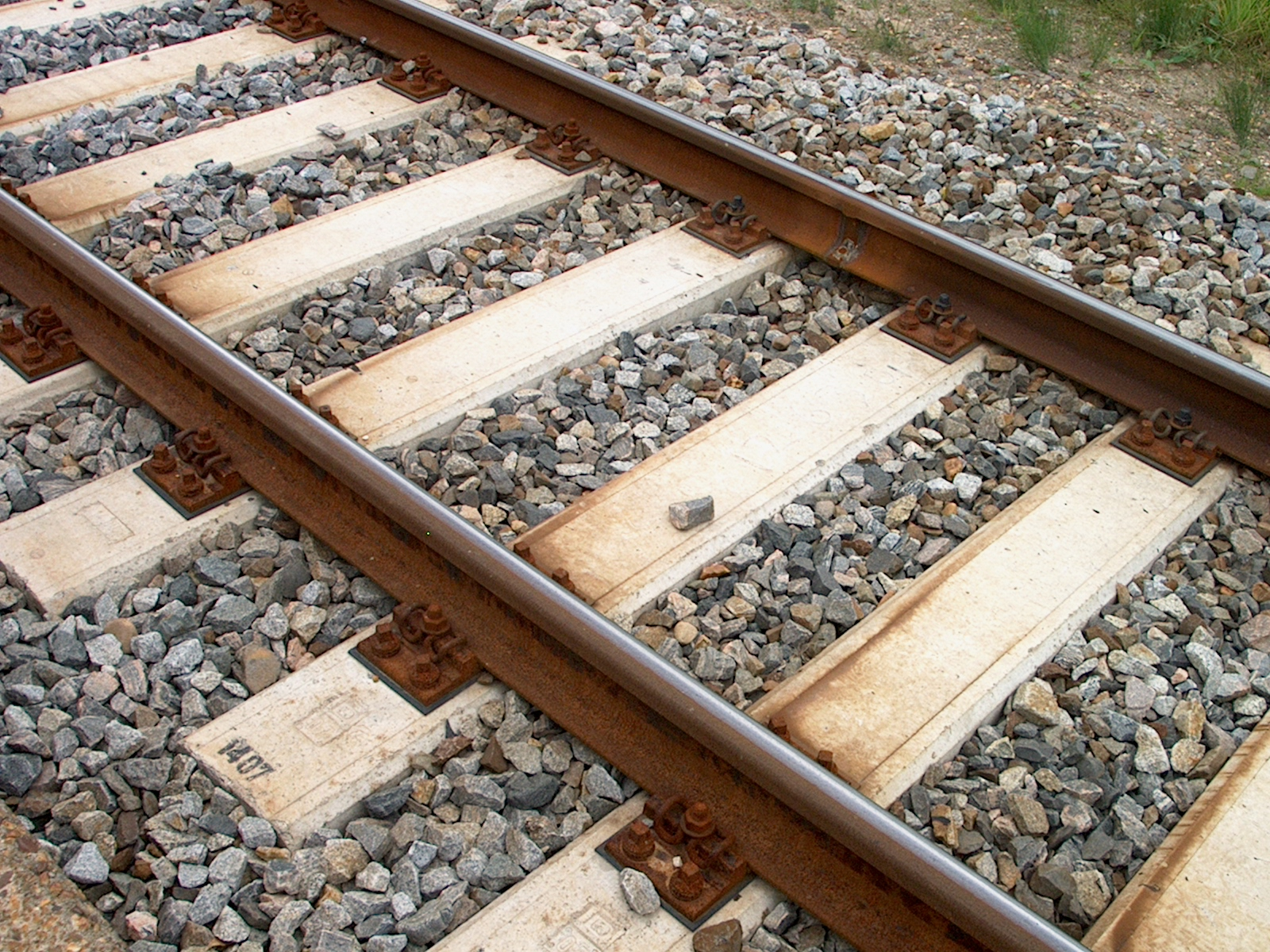
Betonnen dwarsliggers, type 14-002, station Obdam
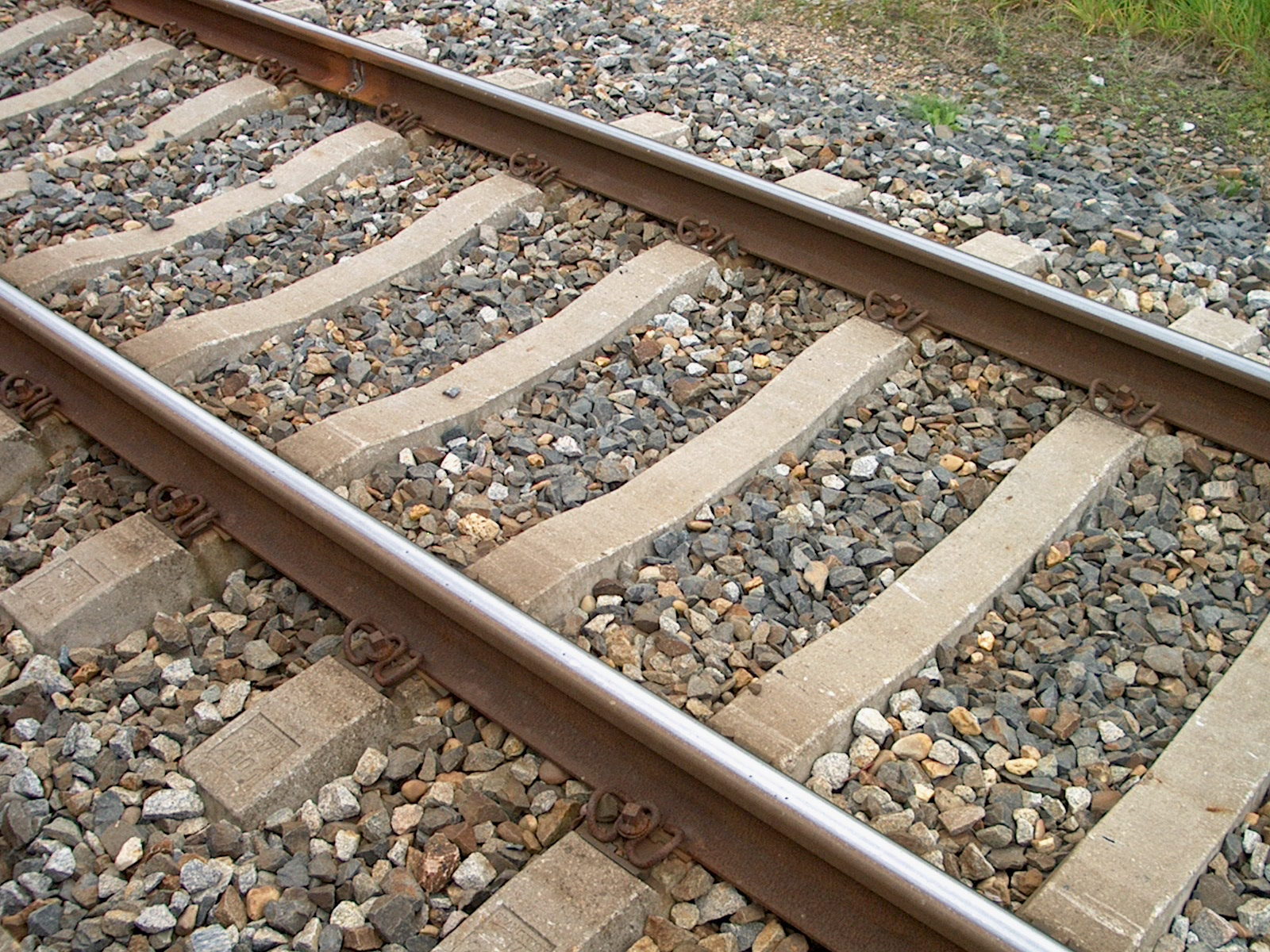
NS90-dwarsliggers
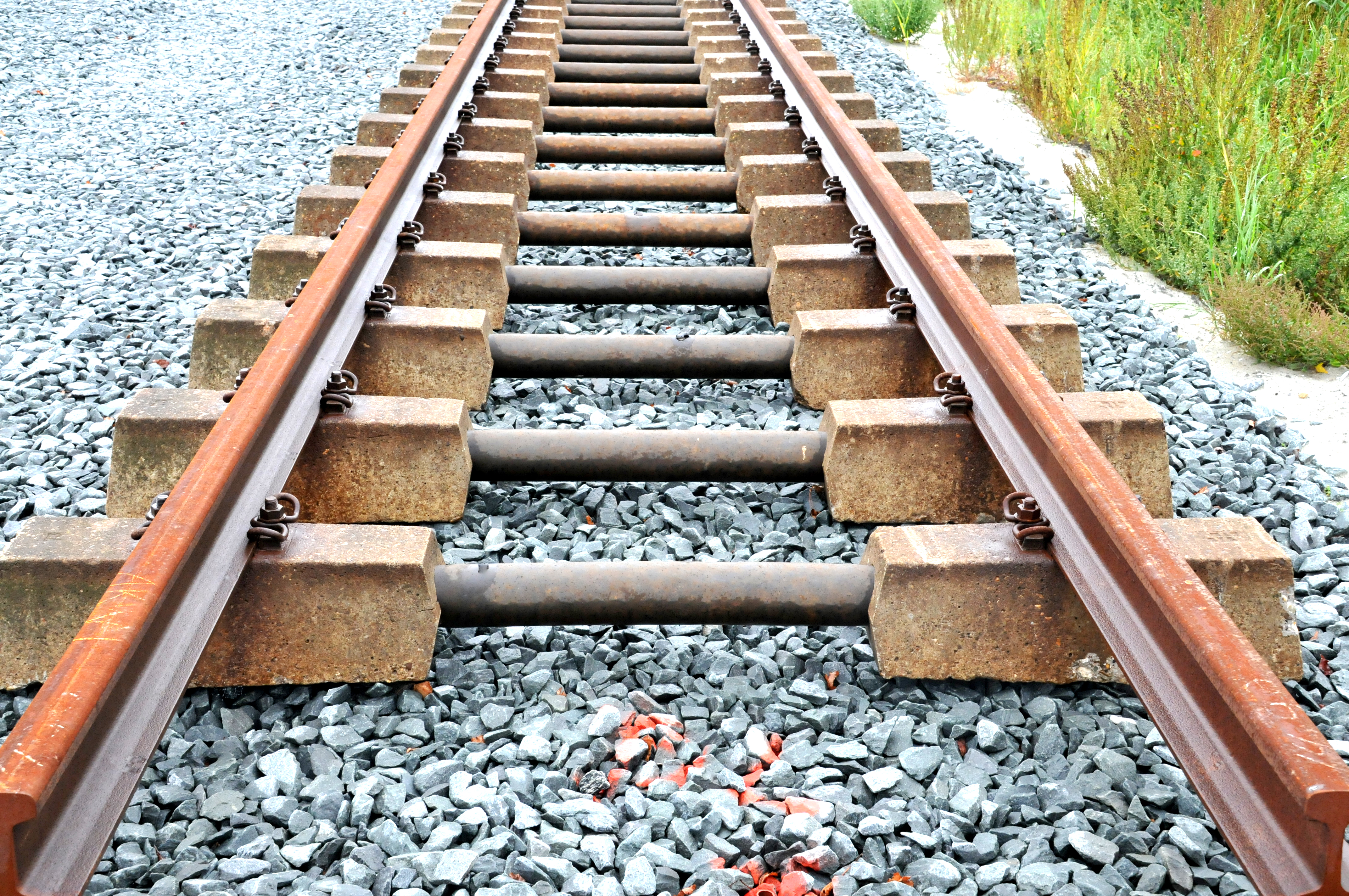
NS-duoblokdwarsliggers met blokken verbonden met een kunststof buis waar de wapening en beton doorheen lopen
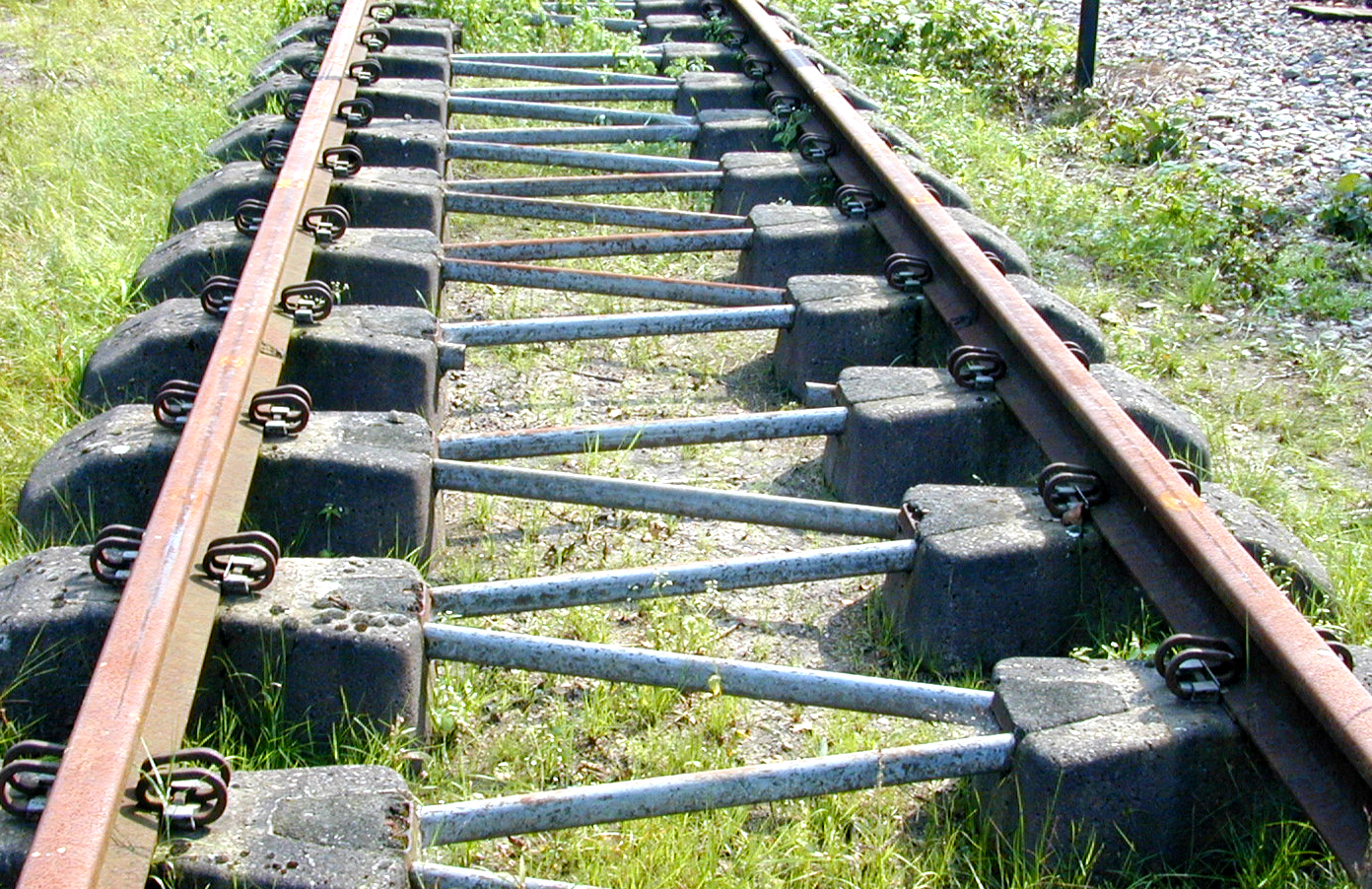
NS-dwarsliggers bestaande uit betonnen koppen en zigzagverbindingen
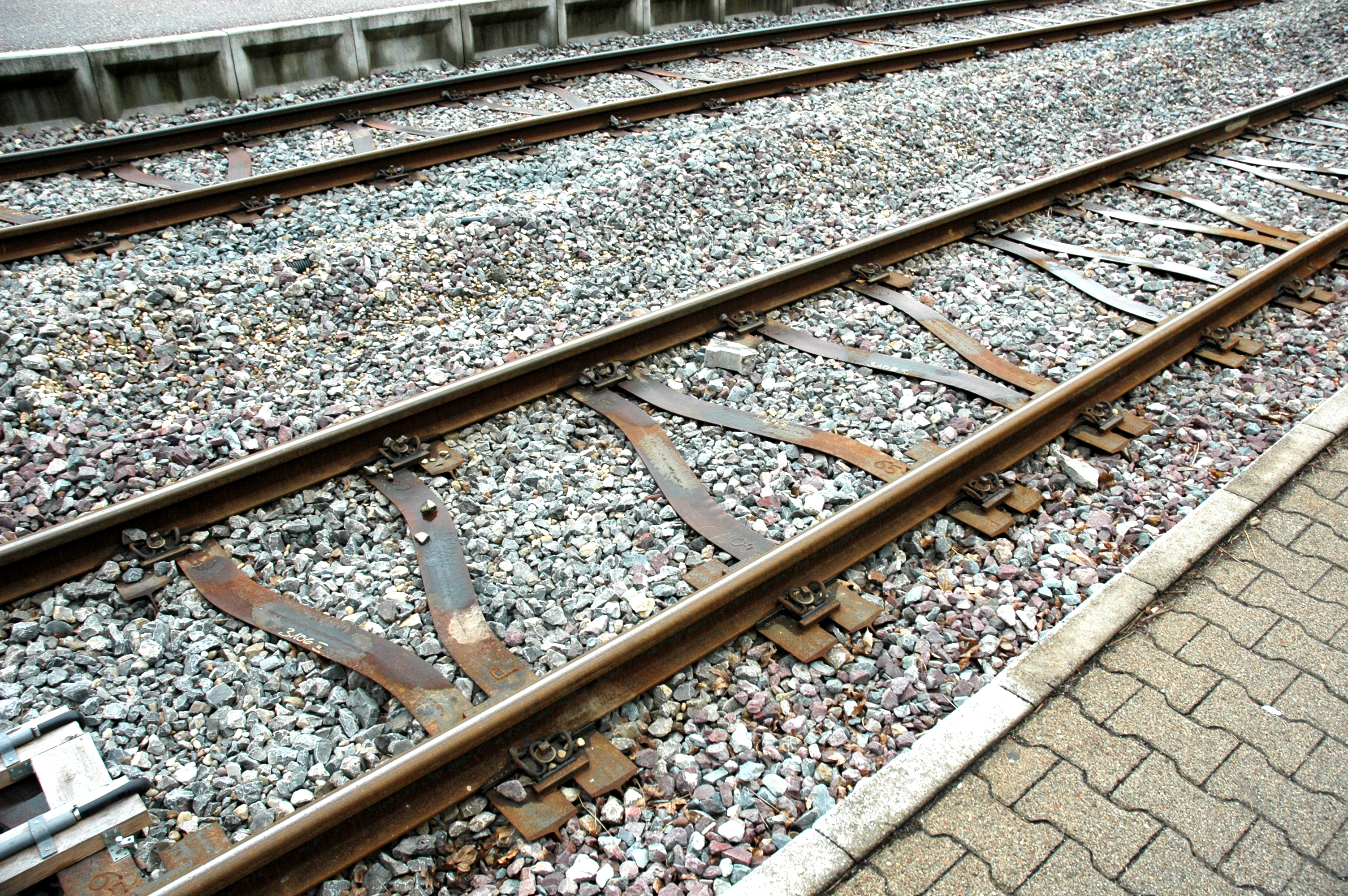
Stalen dwarsliggers van het Y-type. Dit type wordt bij enkele Duitse particuliere spoorwegondernemingen toegepast.
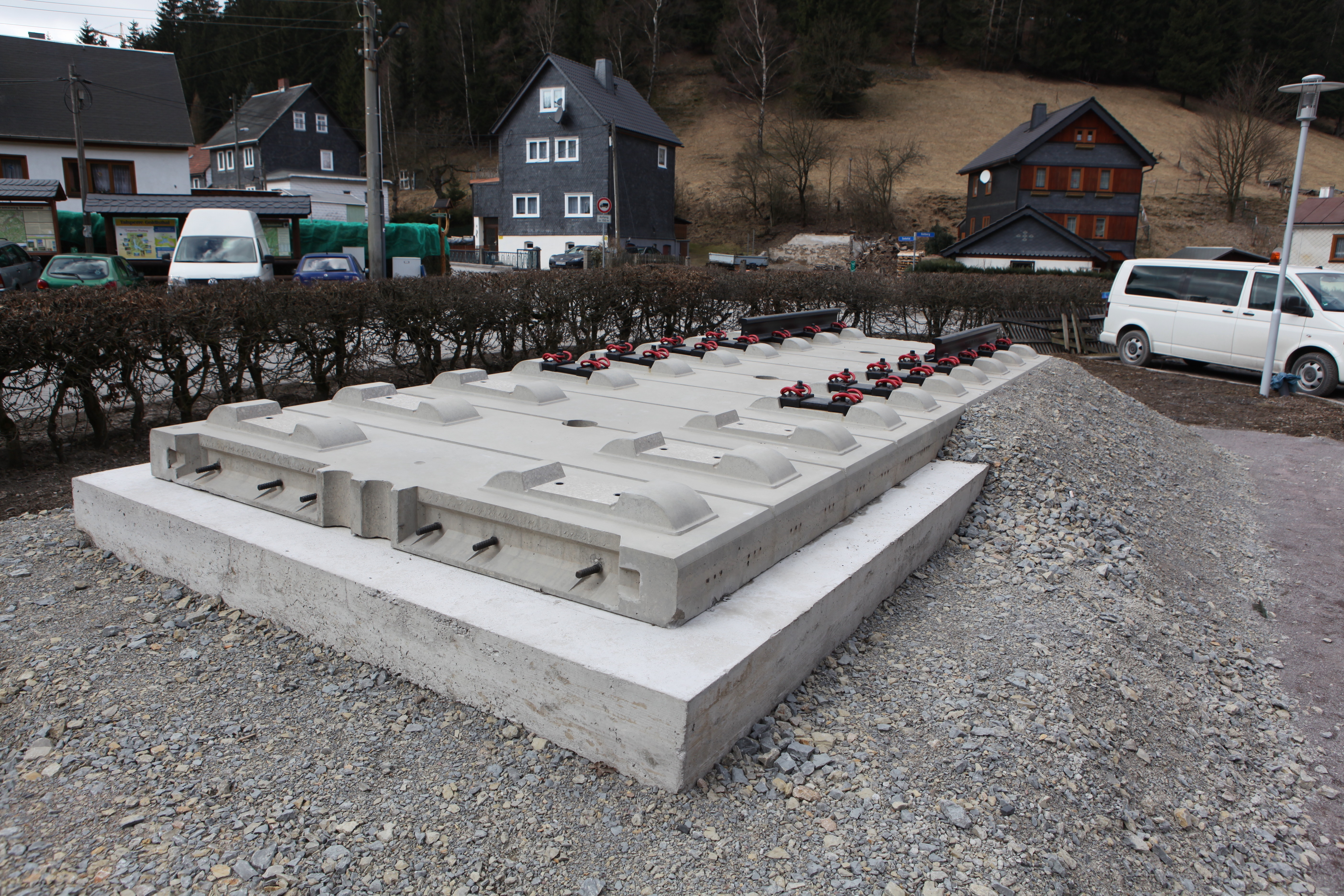
Feste Fahrbahn Boegl, in Goldisthal opgebouwd.
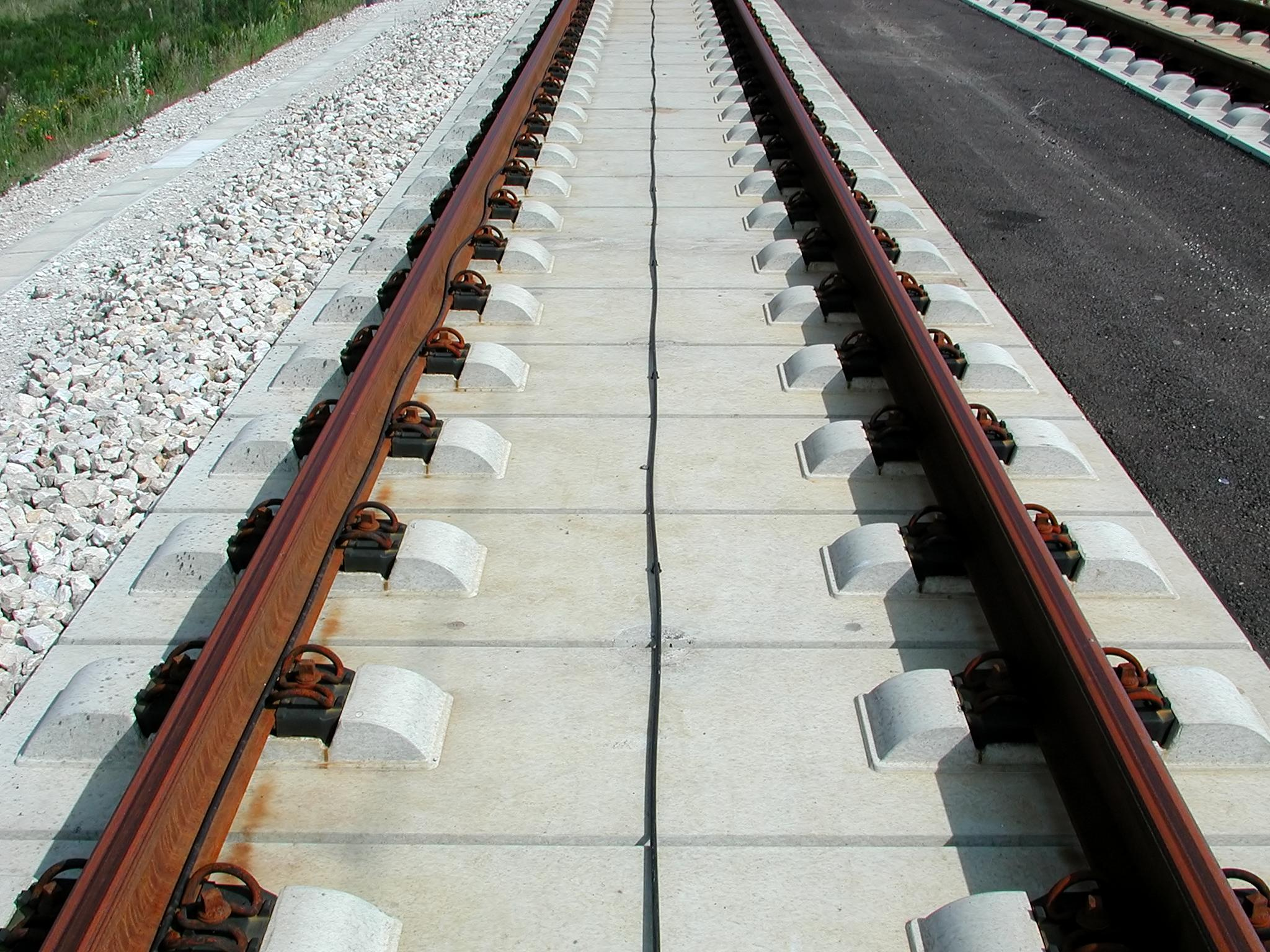
Dit werd onder meer toegepast op het traject Nürnberg - München.

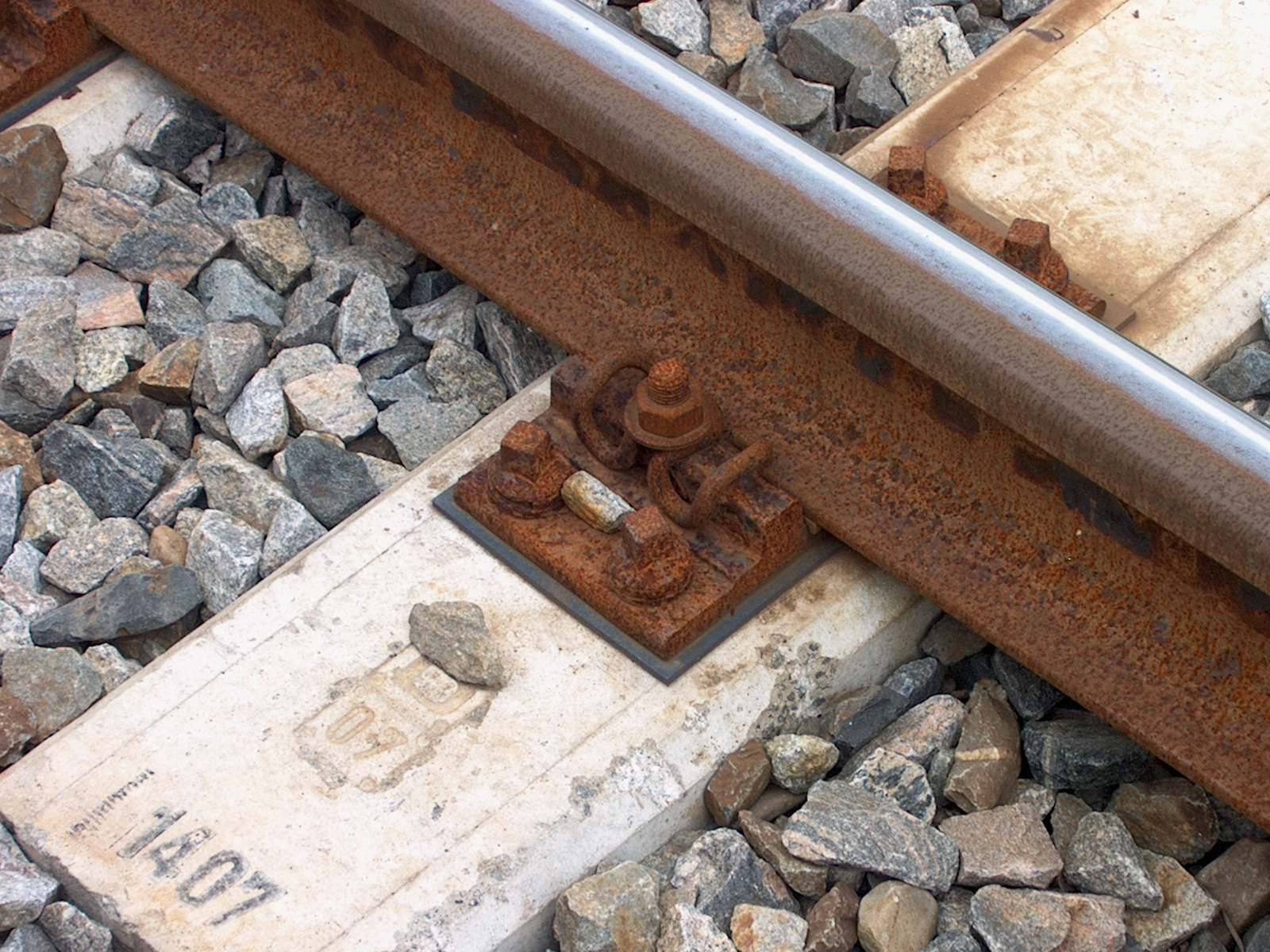
Bevestiging van de spoorstaaf, type Vossloh op rughellingplaat (Nederland)
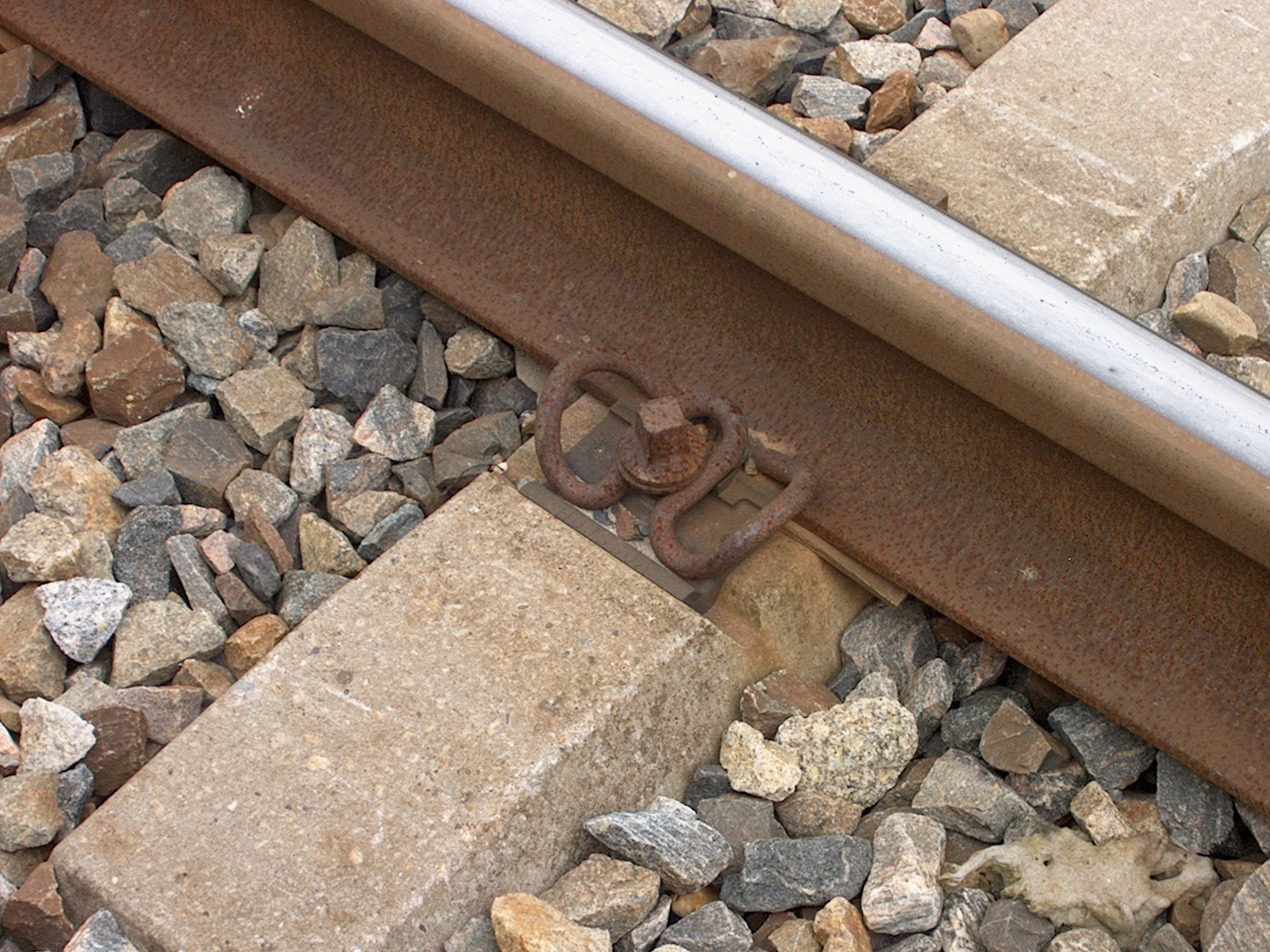
Bevestiging van de spoorstaaf, type Vossloh (Nederland)
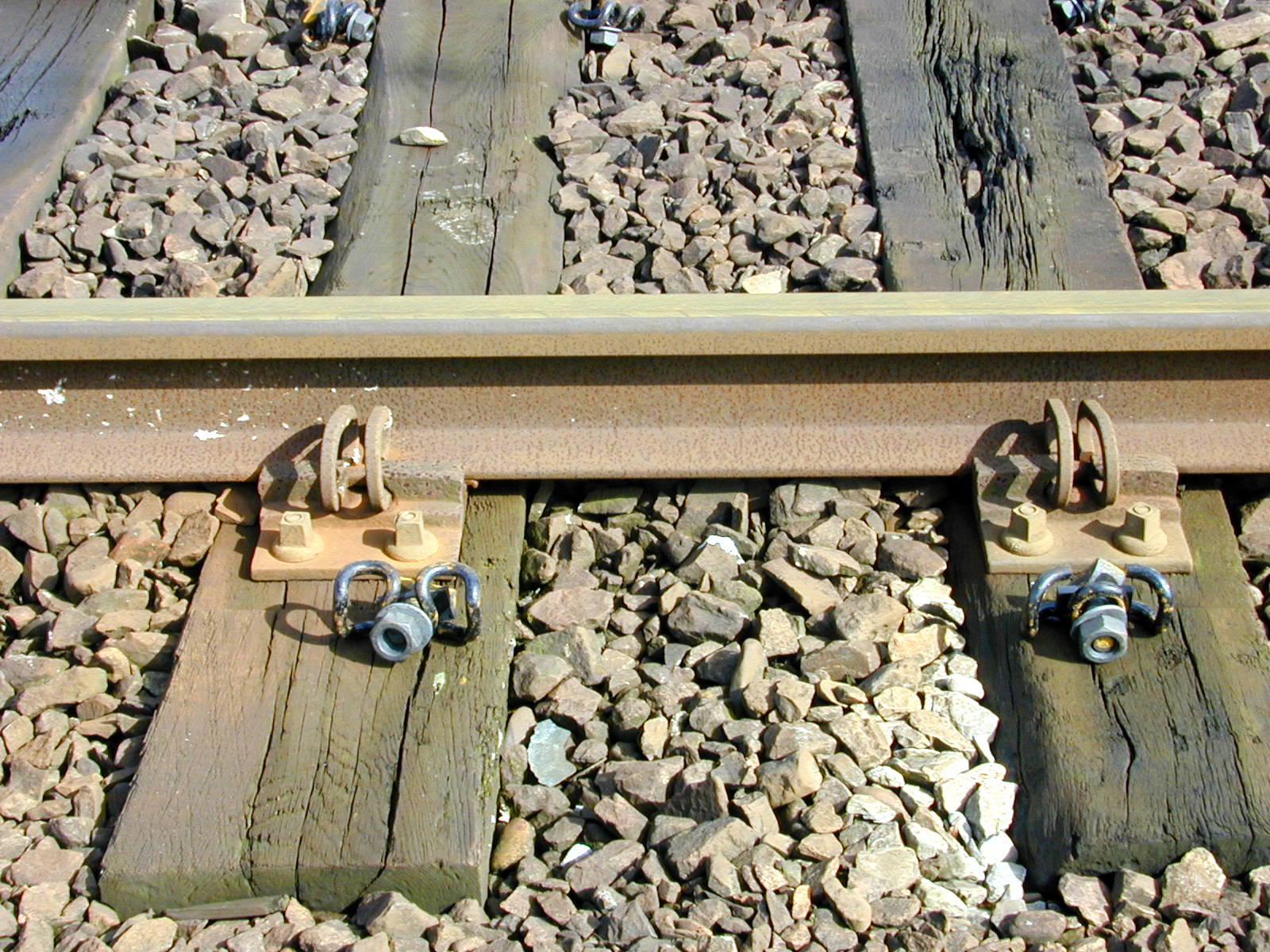
Bevestiging van de spoorstaaf, type draadveerklem op rughellingplaat (Nederland)
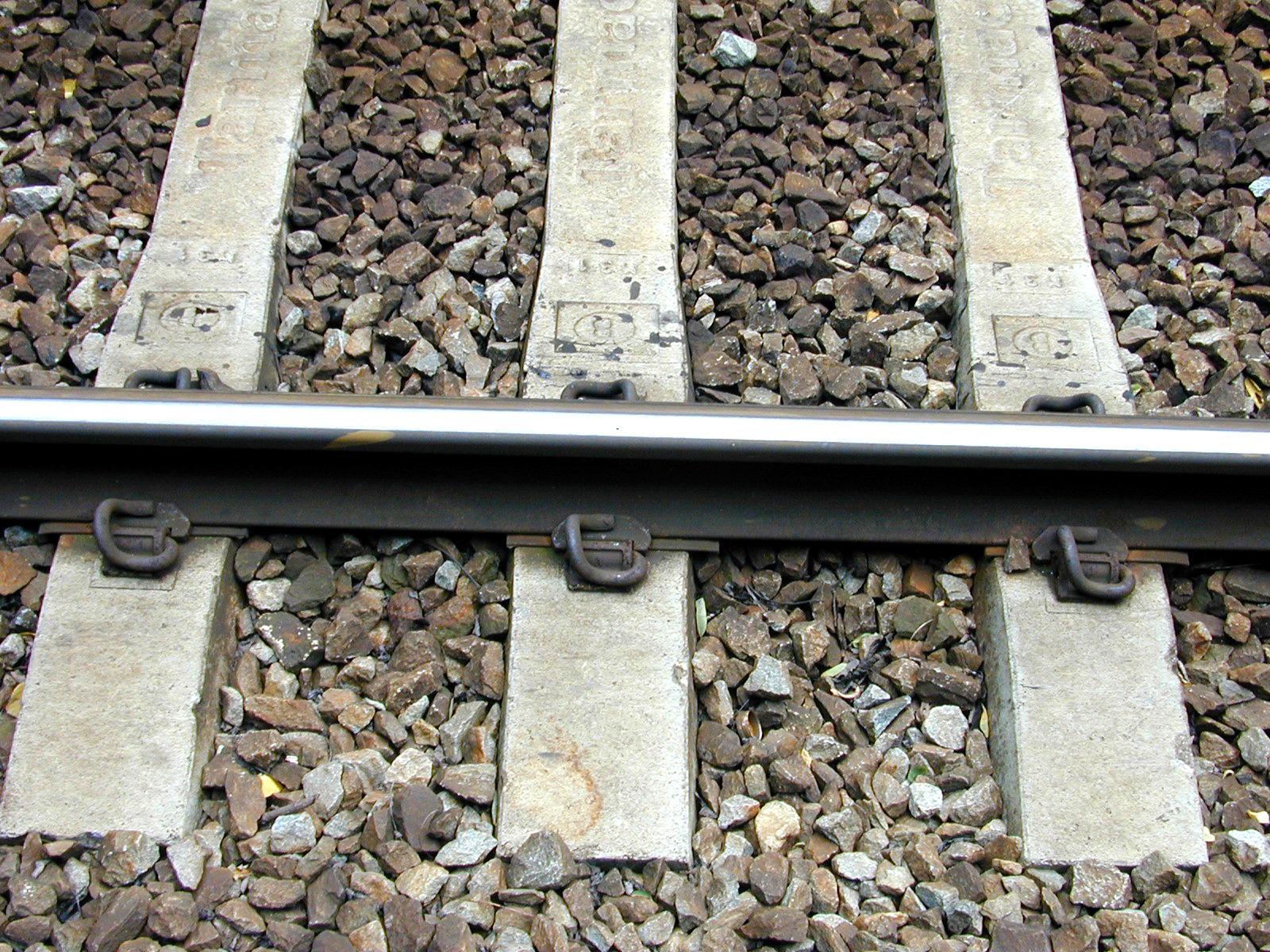
Bevestiging van de spoorstaaf (België)
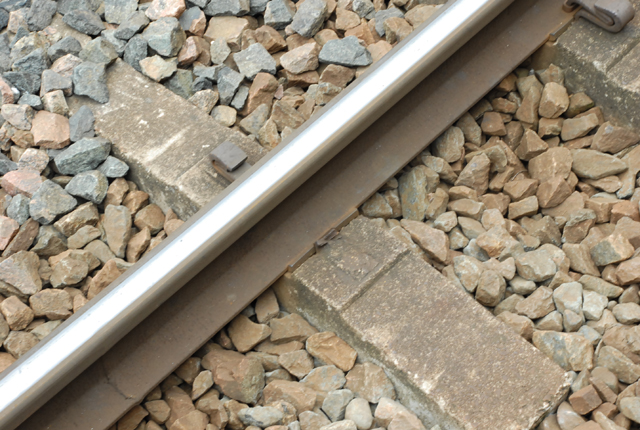
Bevestiging van de spoorstaaf (Zweden)
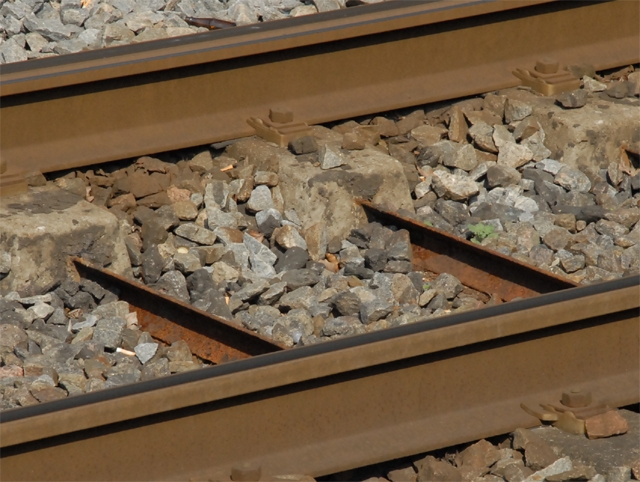
Deense dwarsliggers met hoekijzer als verbinding tussen blokken
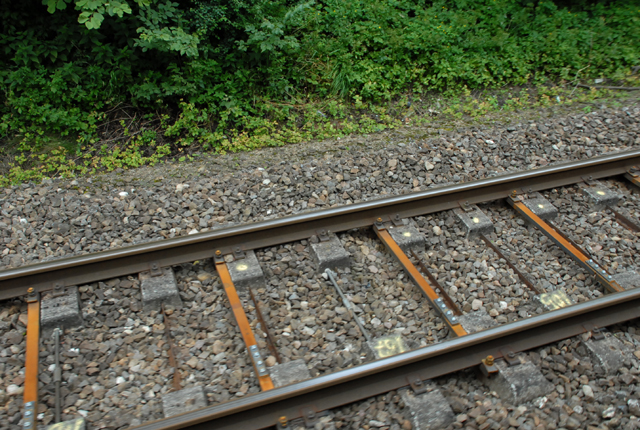
Deense dwarsliggers met noodverbindingen tussen blokken
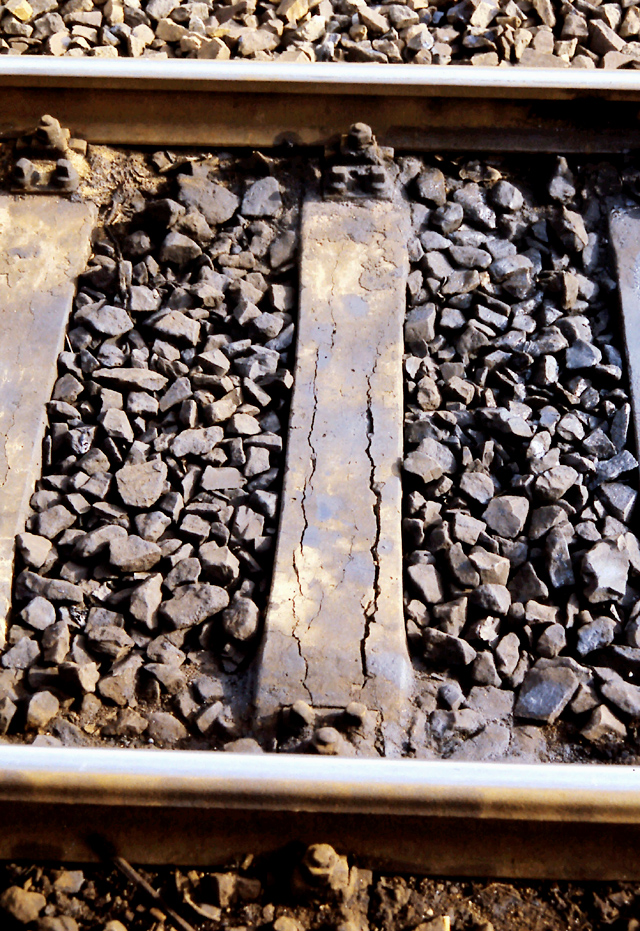
In voormalig Oost-Duitsland gebruikte dwarsliggers
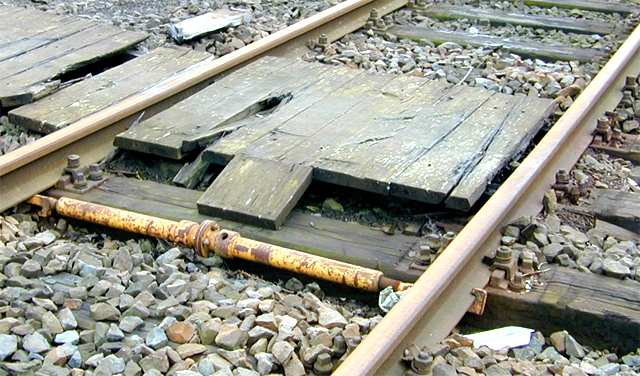
Trekstang tegen spoorverwijding 21 januari 2003 te Kaldenkerken

## Haakploeg

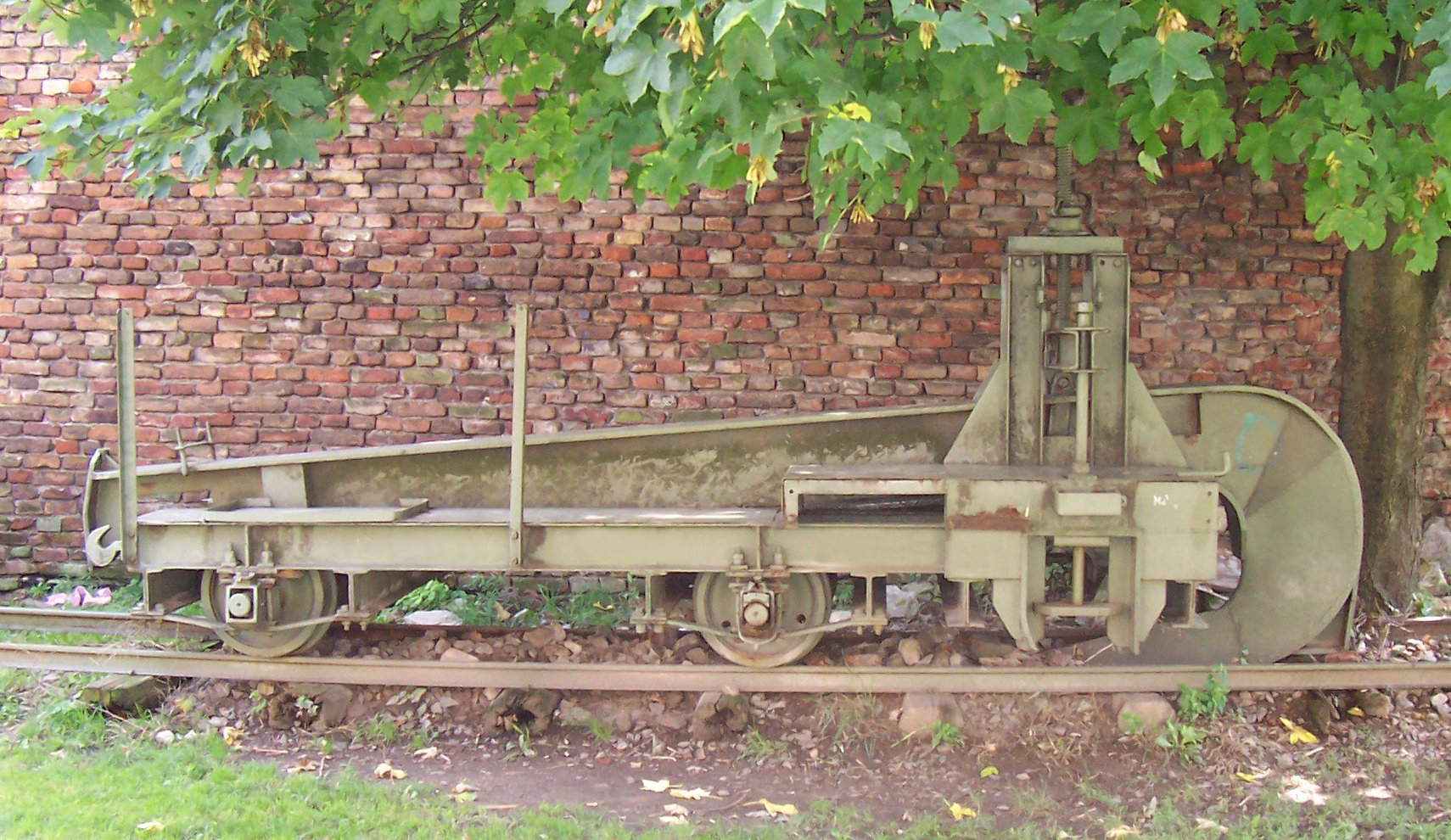
Haakploeg voor het vernielen van dwarsliggers van een spoorbaan
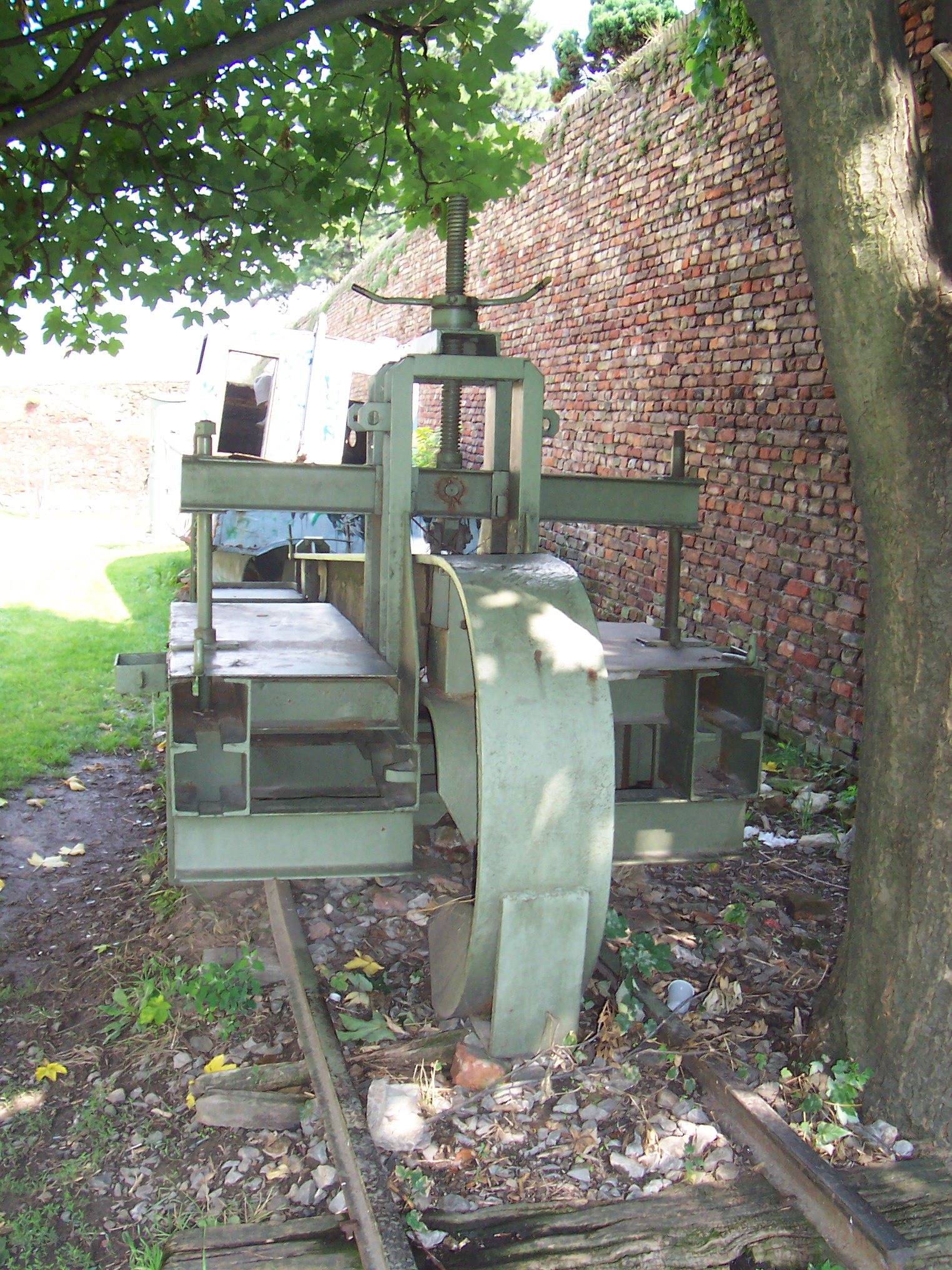
Detail van de achterzijde